# 變身怪醫 (音樂劇)
《變身怪醫 》（Jekyll & Hyde）改編自羅伯特·路易斯·史蒂文森的小說：《化身博士》，內容講述人性內心善與惡的掙扎。該劇由法蘭克·懷德恩作曲，李斯莉·布里克斯譜詞，在百老匯普利茅茲劇院連續上演超過四年，創下最長映期的記錄。該劇曾到西班牙、德國、匈牙利、奧地利、澳洲及希臘等國家作巡迴演出。該劇曾獲四項東尼獎提名，並贏得劇評人獎最佳音樂劇男主角獎，而其中的歌曲This is the Moment及Someone Like You聞名國際，奧運及其他大型活動亦有選唱。

## 劇情內容
故事從倫敦著名的律師歐森特聽到一名惡棍在街上故意絆倒小女孩開始。惡棍的名字叫海德，蠻橫無理而殘暴。在眾人的責難下他拿出支票與現金意圖息事寧人，卻有人發覺該支票的擁有者是倫敦的醫生兼大慈善家傑奇博士。當時，歐森特的堂兄弟理查剛好在場，他斷定該張支票必為偽造，但隔天星期一銀行開門的時候該張支票卻順利兌現。滿腹疑惑的他便將這整件事情告訴歐森特律師。
歐森特律師本來就因傑奇博士寄放於他辦公室的遺囑滿腹疑惑，這個事件更是讓人摸不著頭緒──因為海德就是傑奇博士遺囑裡指定的財產繼承人。
歐森特律師開始對海德展開調查，然而唯一的線索來源傑奇博士卻長年躲在自己的實驗室裡鮮少外出。他對外的唯一說法只有海德先生與自己關係深厚，並保證海德先生一定不會給他人帶來麻煩。
但很快地，海德先生牽扯入一樁國會議員的凶殺案，歐森特律師更因此鍥而不捨地調查海德先生的底細。然而，傑奇博士卻在這段時間內變的越來越陰鬱消沉。歐森特律師因此更加堅信傑奇博士必定有一些把柄被海德先生所掌握，或者前者根本就已經被後者所掌控。
最後，情緒乖戾的傑奇博士因不明的原因把自己鎖在實驗室內不再外出，而傑奇博士的好朋友藍儂博士突然在自家心臟病發休克，而海德先生當時又碰巧出現在附近。當整件事情的謎霧越來越濃時，海德先生卻失去了蹤影。
　無論警方如盡力搜索，甚至貼出懸賞佈告，希望緝拿海德先生歸案，但終究白忙一場。海德先生就像空氣般失蹤了。這一切直到傑奇博士的僕人到歐森特律師家求助時才劃下句點。僕役請求歐森特律師到傑奇博士的實驗室對付一個殺掉傑奇博士的陌生人。眾人進入了實驗室，卻看見死在實驗室的只有海德先生一人，桌上留有三封信，而傑奇博士卻不見蹤影。這三封信說明了所有的疑點，包括眾人能推測到的，例如議員與藍儂博士的死果然為海德所造成。但有更大一部分遠遠超出任何人的想像。
傑奇博士與海德先生為同一個人──高大與矮小，善良與邪惡，老邁與年輕，如此大的反差竟來自同一個靈魂。而這不可能的事實是由一杯博士自己調配出的藥水達到的，那是一個能轉變人類外型乃致心靈的藥水。傑奇博士起初非常喜歡這個新身體，因為裡面蘊藏的邪惡出自他自身的陰影——那是每個人心中的另一面，那個被極力隱藏的一面，一種慾望。然而此時卻可以肆無忌憚地去展現、去滿足，並不需擔心自己良心的譴責，因為此時此刻出現在眾人前的根本不是自己。傑奇博士於是開始過起雙面人的生活，為了保障還將自己的遺產繼承人設為海德，還幫海德開了一個銀行帳戶。心中的善與惡同時能被滿足，這是任何人都享受不到的奢侈。
但事情開始失控了，海德先生的胃口越來越大，甚至還殺了人。他對於必須與傑奇博士一同共用身體感到不滿與憤怒。即使是在海德消失而傑奇存在的當下，傑奇博士也能感受到那股惡意。緊接著下來的是未喝下變身藥的意外轉換、變身藥水漸漸失去效力，原來當初調製的變身藥水是靠一種有雜質的鹽為原料，而這批有瑕疵鹽已被廠商回收。在尋找材料的過程中傑奇博士又再度自動幻化成海德先生，害怕被警察追捕的他請求藍儂先生的協助，幫他自家中取出變身藥水。而藍儂博士則是在目睹海德變回傑奇的過程中驚嚇過度而休克。
傑奇博士試圖永遠囚禁住海德先生，但心中的那份渴望卻依然讓他一次次地再度喝下藥水。即便在身為傑奇博士時，海德先生似乎也掌握了主控權。最後傑奇博士知道自己的軟弱即將永遠地釋放他心中的惡魔，於是他留下了三封信交代一切事情的始末，又一次順著那股渴望喝下變身藥水，但那杯藥水已被博士自己下了毒。最後博士終於將心中的野獸用自己的生命消滅，而他的財產則在歐森特律師的見證下捐給慈善機構，人們到了很久以後都將記得傑奇博士離奇失蹤以及他的善行善舉。　